# Chepeginio
Chepeginio är en ort i Mexiko.   Den ligger i kommunen Coatecas Altas och delstaten Oaxaca, i den sydöstra delen av landet, 400 km sydost om huvudstaden Mexico City. Chepeginio ligger 1 631 meter över havet och antalet invånare är 235.
Terrängen runt Chepeginio är huvudsakligen kuperad, men norrut är den bergig. Runt Chepeginio är det ganska tätbefolkat, med 65 invånare per kvadratkilometer. Närmaste större samhälle är Coatecas Altas, 5,1 km väster om Chepeginio. I omgivningarna runt Chepeginio växer huvudsakligen savannskog.